# Framebuffer (Linux)

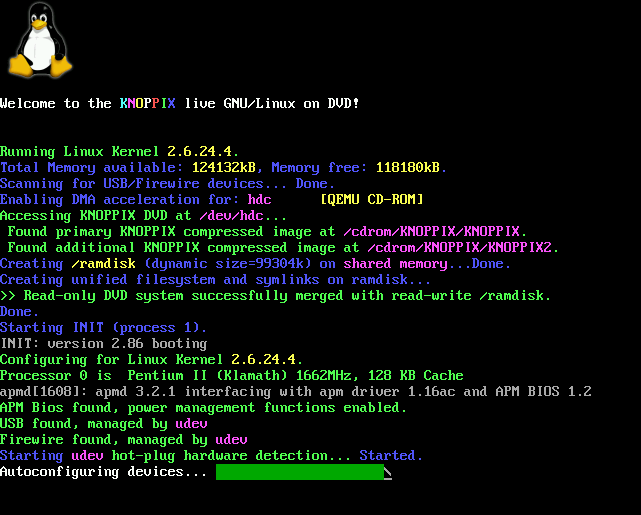
Boot do Knoppix usando framebuffer

O framebuffer no Linux (fbdev) é uma camada de abstração independente de hardware para exibição de gráficos em um console sem depender de bibliotecas específicas como a SVGAlib ou do peso do servidor gráfico X.
Ele foi inicialmente implementado para permitir que o núcleo Linux emulasse um console de texto em sistemas como o Apple Macintosh que não têm um display em modo texto, e posteriormente foi estendido para a plataforma IBM-PC originalmente suportada pelo Linux, onde tornou-se popular pela habilidade de exibir o logotipo do pinguim, Tux, durante o processo de boot. Mais importante que isso, o framebuffer é útil como um modo de exibir caracteres Unicode no console do Linux. Em displays VGA da plataforma PC, sem o uso de framebuffer, suporte adequado ao Unicode era impossível já que as fontes num console VGA limitavam-se a 512 caracteres.
Hoje em dia, diversos programas como o MPlayer, e bibliotecas como a GGI, SDL e GTK+ conseguem usar o framebuffer imediatamente, evitando a sobecarga de um servidor X. Isto é particularmente especial em sistemas embarcados.